# Cine-Excess
O Cine-Excess International Film Festival and Convention é um festival de cinema do Reino Unido sobre filmes cult que apresenta uma conferência temática, discussões abertas e exibições. Foi fundada por Xavier Mendik e já foi realizada em várias cidades inglesas. A partir de 2013, ocorre em Birmingham. Ele atende ao público mainstream, acadêmicos e profissionais da indústria cinematográfica.

## História
O Cine-Excess fazia parte originalmente do festival de cinema Sci-Fi-London de 2007 e foi desmembrado em 2008 devido à sua popularidade. Mendik o descreve como um "festival popular" e diz que foi projetado para quebrar as barreiras entre acadêmicos e público. Na introdução de seu livro The Cult Film Reader, Mendik e Ernest Mathijs disseram que ele celebra a mistura de acadêmicos e profissionais da indústria, reunindo teoria e prática. Andrea Hubert, do The Guardian, descreveu-o como um "festival único e eclético que celebra o paracinema e a produção de filmes transgressivos como nenhum outro".